# Glass Fleet
Glass Fleet (ガラスの艦隊 Garasu no Kantai?), es un anime original coanimado entre los estudios Satelight y Gonzo y producido por Sony Pictures Entertainment, Asahi Broadcasting Corporation (ABC), GDH y Sotsu Agency. La serie fue dirigida por Minoru Ōhara y escrita por Shōji Yonemura, el diseño de los personaje fue a cargo por Okama. Los diseños mecánicos para la serie son proporcionados por Shōji Kawamori y Kazutaka Miyatake con Yutaka Izubuchi siendo el consejero del concepto.

## Argumento
La serie sigue una guerra que ocurre en una cierta galaxia gobernada por el tirano auto-declarado Santo Emperador  'Vetti'  Lunard Sforza de Roselait.  'Michel'  Volban de Cabelle, Líder del Ejército del Pueblo se opone al gobierno de Vetti, pero los rebeldes no son iguales a las fuerzas del Santo Ejército Imperial de Vetti.
En la desesperación, Michel busca la ayuda del invencible Glass Fleet, que lleva la cresta de la vieja familia real ... su capitán,  Cleo  'Aiolos Corbeille de Veil, un hombre de gran capacidad, pretende ser su descendiente ....
Pero las cosas no funcionan bien, ya que Cleo es ahora sólo un "pirata del espacio", en lugar de ser el príncipe de la respetada familia real, que fue derrotada hace mucho tiempo.
En sus viajes entrelazados, el Emperador y los rebeldes se encuentran con el Profeta Guildy, quien prevé que "Cuando venga el Fin, un Águila de dos cabezas nacerá. Uno de los Jefes estará vestido con Armadura de Metal y El Otro se convertirá en El Dios del Amor. ¡Entonces se convertirá en Uno para Restaurar la Galaxia! "....

## Personajes Principales
Michel Volban de Cabelle / Racine Blance Volban
La titular del Ejército Popular. Ella es en realidad la hermana del verdadero Michel Volban que ha desaparecido en la guerra con Vetti. Un hombre parecido a su hermano era parte de la fuerza de ataque que infiltró el acorazado de cristal. Este hombre estaba sin emoción, lavado el cerebro y constantemente estaba atacando a Michel, pero ella todavía creía que era su hermano. Al final, cuando este hombre y Cleo estaban a punto de ser aspirados en las profundidades del espacio, ella eligió salvar a Cleo y dijo que el hombre no era su hermano. Al final del episodio, se demostró que el hombre era su verdadero hermano, como lo demuestra la cicatriz en forma de X en su espalda. La personalidad de Michel se debe a su pasado. No recordaba a su madre, ya que murió meses después de que naciera Michel, y su padre rara vez estaba en casa. Aprendió a luchar con su hermano, que se había convertido en un modelo importante en su vida. A ella le encantaba esgrima y deseaba ser como su hermano (lo cual puede explicar su actitud tomboyish). Después de que su padre la viera esgrima con su hermano, y que ella lo superó, se le ordenó que se parezca más a una dama de una casa real. Después de ese incidente, se juró a sí misma que se convertiría en una dama apropiada. Pero después de la muerte de su padre y de su hermano durante la batalla principal al comienzo de la serie, renuncia a su identidad y se convierte en su hermano para salvar al Ejército Popular de la destrucción. Para hacer esto, ella decide verdaderamente "convertirse" en su hermano, al obtener una cicatriz en forma de X en su espalda como su hermano había conseguido una vez de una batalla con Vetti, y también renunciar a su nombre real, Racine Blance. Todo el esfuerzo de actuar como "Michel" se debía a su amor por él, que estaba más allá del amor de hermanos. En episodios posteriores, se enamora de Cleo Corbeille. Es interpretada por la seiyuu Yuko Kaida.
Cleo Aiolos Corbeille de Veil
Un supuesto descendiente de la familia real que ha reunido a un grupo de personas que son buscadas en toda la galaxia por sus habilidades especiales; Siguen a Cleo y luego terminan siguiendo a Michel con el fin de salvar a Cleo. La personalidad de Cleo es "como el viento" - a sus compañeros es impredecible donde su próximo destino será o de qué manera vacila. Su personalidad áspera y aparentemente indiferente fue mostrada sin rodeos a Michel ya sus seguidores cuando se conocieron por primera vez después de ser salvados por él. Al principio, a los criados de Michel, parece más un pirata que un salvador: sólo se preocupa por las cosas materiales que cualquier cosa o cualquier otra persona como él desea para el pago de salvar a Michel. A medida que avanza la historia, Cleo muestra más y más desafío hacia la idea de luchar con el Ejército Popular mientras con ellos. No es hasta que la primera gran batalla comienza, donde su recién descubierto rival, Vetti debe estar observando, que realmente se convierte en serio. En episodios posteriores, se enamora de Michel Volban (Racine Blanch). Es interpretado por el seiyuu Kenjiro Tsuda.
Vetti Lunard Sforza de Roselait
Se enfrenta a Michel Volban de Cabelle, la titular del Ejército Popular, y utiliza a Michel como cebo para atraer a Cleo. Es el Santo Emperador, y quería unir la galaxia para poder obtener la tecnología del acorazado que trasciende el espacio y el tiempo. Utiliza cualquier medio que pueda, incluso el matrimonio con Raquel, la hija del Papa (que inicialmente lo desprecia). También tiene una aversión innata (más tarde obsesión) para con Cleo (a quien él ve como un rival) y una fascinación con Michel, quien era inicialmente su rival antes de Cleo. Incluso llega a drogar y besar a Michel, que no sabía que era una mujer, y posiblemente la haya violado después, ya que no confirma sus acusaciones. Después de descubrir que es una mujer y no Michel, Vetti pierde todo interés en ella y su atención se vuelve hacia Cleo. Vetti reveló que quiere obtener la tecnología porque tiene una enfermedad incurable y puede morir pronto. Vetti tiene Heterocromía - uno de sus ojos es oro, y uno es gris. Es interpretado por el seiyuu Akira Ishida.
Jean
El leal y fiel compañero de Michel. Sigue fielmente a Michel, protegiendo su secreto. A petición suya, marcó la espalda de Racine para que se asemejara a la de su hermano. Él es el mayordomo de la casa de Michel. Es interpretado por el seiyuu Yasushi Miyabayashi.
Sylua
La nieta de Jean y la doncella de Michel. Sigue a Michel fielmente. Ella muestra algunas habilidades en pilotear barcos, e incluso ha pilotado el Glass Ship en la ausencia de Eimer. Suele discutir constantemente con Eimer, y después se enamora de Heizak. Es interpretada por la seiyuu Shizuka Itō.
Eimer
Ella es el piloto del Glass Ship. Es considerada una de las mejores pilotos, capaz de mover el buque de vidrio rápida y eficazmente. Ella constantemente se burla de Nowy, y tiene un enamoramiento secreto de Cleo. Al principio, antes de que supiera que Michel era realmente una niña, Eimer se enamoró de Michel. Ella hizo que el secreto del género de Michel se revelara cuando supuestamente chocó contra el baño de Michel. Antes, solía vivir en un pequeño pueblo y era su líder. Sin embargo, en un acto para proteger su aldea, causó al pueblo más daño que bien. Traicionada, decidió vengarse del señor que causó el lío. Durante este tiempo, había conocido a Cleo, quien la observó en silencio. Después de que ella falló el ataque, apenas apenas consiguiendo más allá de las puertas, la mansión del señor perdió energía, ahorrando Eimer. Más tarde, se demuestra que debido a la "distracción" de Eimer, Cleo pudo robar la fuente de energía necesaria para su Glass Ship, que a su vez salvó la vida de Eimer. Es entonces cuando invita a Eimer a unirse a su tripulación. Eimer muestra mucho entusiasmo cuando Cleo está involucrado, y colocará su vida en peligro para salvar a Cleo. Eimer es una persona de habla muy áspera y es muy dura con extraños. Es interpretada por la seiyuu Kana Ueda.
Ralph Fitzlard Deon de Lac
Un niño que vive para servir a Vetti. Siempre en el lado del hombre, Ralph es una molestia constante cuando se trata de asegurar la salud de Vetti. Cuando la salud de Vetti comienza a deteriorarse, Ralph utiliza todos los medios necesarios para tratar de ayudar, incluso enfrentándose al Santo Oráculo para obtener orientación. La relación entre Ralph y Vetti nunca se explica completamente, aunque es obvio que el joven está enamorado del hombre. Estos sentimientos nunca se revelan como Ralph es asesinado en su idea equivocada de obtener la paz en la "Cruz Negra", la religión dominante de la galaxia. Es interpretado por la seiyuu Rie Kugimiya.

## Música
Tema de apertura
- "Tsuyoku Tsuyoku" (ツヨクツヨク Tsuyoku Tsuyoku?)

Por: mihimaru GT
Tema de cierre
- "Namida Drop" (ナミダドロップ Namida Doroppu?)

Performance: Plastic Tree (eps 1-13)
- "Kanate he" (彼方へ?  lit. To the Other Side)

Por: ANZA (eps 14-26)

## Recepción
"Al final, Glass Fleet tiende a sufrir de tener demasiadas personas estúpidas moviéndose en el control de las flotas masivas, las armas y los soldados.En este punto estoy tentado a creer que esas personas estúpidas pueden ser el personal creativo, ya que esto parece Las primeras etapas de un accidente grave del tren. " - Chris Beveridge, Mania. "Glass Fleet es la fanática del anime Last Exile que ha estado esperando." Suspenseful, fantástica animación, y un montón de personajes intrigantes, esta es una serie dramática de ciencia ficción llena de acción, misterio y el emocionante viaje de un joven noble En busca de justicia ". - Holly Ellingwood, activeAnime. "La flota de vidrio se ha iniciado, el espectáculo tiene un gran ritmo y emocionantes batallas inter-estelares.Este volumen termina en un cliffhanger, y uno esperaría que Cleo descubrirá el secreto de Michel tarde o temprano". - Jeffrey Harris, IGN.: 2  "Gonzo y el coproductor Satelight tienen un trabajo fantástico aquí, pero la historia carece de un tono consistente y trata de hacer (y ser) demasiadas cosas diferentes. El volumen muestra potencial pero todavía no lo ha realizado ". - Theron Martin, Anime News Network. "Si a usted le gusta la ciencia ficción políticamente cargada en una escala épica, junto con pilotos adolescentes descarados en ropa interior resbaladiza, piratas bohemios que llevan eyepatches y una fuerte corriente subyacente de remolinos de posibilidades ambiciosas, Glass Fleet es definitivamente su espectáculo". - Jack Wiedrick, Newtype Estados Unidos.